# Companyia Nacional de Ràdio i Televisió de Belarús
La Companyia Nacional de Ràdio i Televisió de Belarús (en belarús, Нацыянальная дзяржаўная тэлерадыёкампанія Рэспублікі Беларусь), el nom comercial del qual és Beltelradio (en belarús, Белтэлерадыёкампанія), és l'organització estatal de radiodifusió pública de Belarús. Gestiona cinc emissores de ràdio i set canals de televisió.

## Història
Belarús es va convertir en una república independent arran de la dissolució de la Unió Soviètica, per la qual cosa les seves autoritats van haver d'establir una companyia estatal de radiodifusió. Fins a aquest moment, les emissions eren a càrrec de la Televisió Central Soviètica. La ràdio i televisió públiques van passar a les mans del nou govern el 26 de desembre de 1991, data de la desaparició definitiva de la URSS.
Des de 1993 fins a 2021 ha estat membre actiu de la Unió Europea de Radiodifusió. El seu membresía va ser suspesa per la mateixa UER a causa de la polèmica en 2021 per la interferència del govern i els atacs a la llibertat de premsa en el context de l'arrest de Roman Protasevich, i polèmiques relacionades amb el Festival d'Eurovisió d'aquest mateix any, entre altres motius. Aquesta suspensió deixa a Belarús sense membres en l'organització i sense accés als seus serveis.

## Serveis

### Ràdio
- Primera Cadena Nacional: Emet una programació generalista i informativa. Va entrar a l'aire el 15 de novembre de 1925.
- Radio Kultura: Emet una programació amb música clàssica, concerts i informació d'esdeveniments culturals. Va entrar a l'aire l'1 de gener de 2002.
- Radio Belarus: Senyal internacional, enfocada a la diàspora belarussa. Va entrar a l'aire l'11 de maig de 1962.
- Radio Stolica: Ràdio generalista amb programació regional. Dirigida principalment a la capital. Va entrar a l'aire el 21 de setembre de 1998.
- Radius FM: Radio enfocada al públic jove, especialitzada en música. Va entrar a l'aire el 12 de juliol de 2003.

### Televisió
- Belarus 1: Televisió de caràcter generalista, en emissió des de l'1 de gener de 1956.
- Belarus 2: Segon canal, enfocat a l'entreteniment. Va començar les seves emissions el 18 d'octubre de 2003 com Lad. Opera sota l'actual marca des del 13 de novembre de 2011.
- Belarus 3: Programació cultural. Va començar a emetre el 8 de febrer de 2013.
- Belarus 4: Programació regional, disponible des de 2015.
- Belarus 5: Programació esportiva. Emet des del 21 d'octubre de 2013.
- Belarus 24: Canal internacional. Va començar les seves emissions l'1 de febrer de 2005 com Belarus TV.
- NTV Belarus: senyal del canal rus «NTV» per a Belarús, amb programes propis.

Tots els canals (excepte Belarus 4) poden veure's en viu a través del lloc web de la corporació sense restricció geogràfica.